# Beastars
Beastars (ビースターズ Bīsutāzu, estilizado como BEASTARS) é uma série de mangá japonês escrita e ilustrada por Paru Itagaki (板垣 巴留 Itagaki Paru). A série já ganhou muitos prêmios, sendo o primeiro título da Akita Shoten a ser agraciado com o prêmio Manga Taishō.
Uma adaptação do mangá para a televisão está a ser produzida pelo Estúdio Orange e começou a ser lançado em outubro de 2019 na Fuji TV e na Netflix do Japão. A segunda temporada foi anunciada no final da primeira temporada. A primeira temporada lançou 13 de março de 2020 mundialmente na Netflix.

## Enredo
A história se passa em um mundo com animais civilizados e completamente antropomórficos com uma divisão cultural entre carnívoros e herbívoros. A série toma seu nome da classificação instituída de Beastars, um indivíduo dotado de talento enorme, serviço e notoriedade. Legoshi, um grande lobo cinzento, é um estudante tímido e quieto da Escola Cherryton, onde vive em um dormitório com muitos outros estudantes carnívoros, incluindo seu amigo labrador extrovertido, Jack. Como um dos membros do clube de teatro da escola, Legoshi trabalha como assistente de palco e ajuda os atores do clube encabeçado pelo estrela em ascensão Louis, um veado-vermelho. Tudo vai bem quando de repente, Tem, a alpaca, é brutalmente assassinado e devorado na noite, espalhando uma onda de desconforto e desconfiança entre os estudantes carnívoros e herbívoros. Ao mesmo tempo, Legoshi tem um fatídico encontro com Haru, uma pequena coelha anã, e começa a desenvolver sentimentos complexos por ela.

## Personagens
- Legoshi (レゴシ Regoshi): Legoshi é um lobo cinzento de estatura acima da média com uma personalidade quieta em contraste com sua aparência. Ele tenta esconder seus mais obscuros traços para que os colegas de classe herbívoros se familiarizem com ele. Logo ele assume a responsabilidade de resolver o assassinato de Tem. Geralmente conflituoso com seu status de carnívoro, Legoshi deseja suprimir seus desejos predatórios que acabam ficando ainda mais complicados enquanto ele desenvolve sentimentos confusos por Haru.
- Louis (ルイ Rui): Louis é um veado-vermelho, está em seu terceiro ano na escola Cherryton e lidera o clube de teatro. Cheio de orgulho e confiança, Louis tem o sonho de se tornar o próximo Beastar. Ele tende a menosprezar as pessoas à sua volta e assegurar sua dominância ainda que ele seja um herbívoro rodeado de carnívoros. Ainda que ele tipicamente manipule para seus desejos próprios, Louis mostra sua gentileza e admiração que evoluí durante o curso da história.
- Haru (ハル Haru): Haru é a membra solitária do clube de jardinagem da escola Cherryton e geralmente excluída da escola por causa da sua promiscuidade sexual. Como uma coelha anã branco, ela frequentemente se vê sendo tratada como um indivíduo frágil pela sociedade e quer ser validada como pessoa. Haru tende a manter as pessoas distantes, ainda aqueles como Legoshi, que quer ser mais próximo à ela.
- Juno (ジュノ Juno): Juno é uma loba cinzenta que se apaixona por Legoshi.
- Tem (テム Temu): Tem é uma alpaca que foi misteriosamente assassinada. Mais tarde na série, o assassino é revelado em meio a muita intriga.
- Els (エルス Erusu): Els é uma cabra de angorá que foi objeto do afeto de Tem.
- Jack (ジャック Jakku): Jack é um Golden Retriever e também o amigo mais próximo de Legoshi. Os dois são conhecidos desde a infância.

- Kai (カイ Kai):
- Shiira (シイラ Shīra):
- Gon (ゴン Gon):
- Durham (ダラム Daramu):
- Voss (ボス Bosu):
- Miguno (ミグノ Miguno):
- Dom (ドーム Dōmu):
- Collot (コロ Koro):
- Zoe (ゾーイ Zōi):

- Ai (アイ Ai):

## Mídia

### Mangá
Paru Itagaki lançou o mangá na revista de mangá shōnen da Akita Shoten, Weekly Shōnen Champion, em 8 de setembro de 2016. A série foi compilada em 21 volumes tankōbon até hoje. No Brasil, o primeiro volume do mangá foi anunciado pela Panini para ser lançado no mês de março de 2019.

#### Volumes
| No. | Data de lançamento no Japão | ISBN Japonês           | Data de Lançamento no Brasil | ISBN Brasileiro        |
| --- | --------------------------- | ---------------------- | ---------------------------- | ---------------------- |
| 1   | 6 de janeiro de 2017        | ISBN 978-4-253-22754-4 | 2 de abril de 2019           | ISBN 978-85-426-1868-6 |
| 2   | 7 de abril de 2017          | ISBN 978-4-253-22755-1 | 19 de junho de 2019          | ISBN 978-85-426-2015-3 |
| 3   | 8 de maio de 2017           | ISBN 978-4-253-22756-8 | 25 de julho de 2019          | ISBN 978-85-426-2261-4 |
| 4   | 7 de julho de 2017          | ISBN 978-4-253-22757-5 | 17 de setembro de 2019       | ISBN 978-85-426-2416-8 |
| 5   | 6 de outubro de 2017        | ISBN 978-4-253-22758-2 | 19 de novembro de 2019       |                        |
| 6   | 9 de dezembro de 2017       | ISBN 978-4-253-22759-9 | 20 de janeiro de 2020        |                        |
| 7   | 8 de fevereiro de 2018      | ISBN 978-4-253-22760-5 | 24 de março de 2020          |                        |
| 8   | 8 de maio de 2018           | ISBN 978-4-253-22761-2 | 20 de maio de 2020           |                        |
| 9   | 6 de julho de 2018          | ISBN 978-4-253-22762-9 | 21 de julho de 2020          |                        |
| 10  | 7 de setembro de 2018       | ISBN 978-4-253-22763-6 | 22 de setembro de 2020       |                        |
| 11  | 8 de novembro de 2018       | ISBN 978-4-253-22764-3 | 24 de novembro de 2020       | ISBN 978-65-5512-513-9 |
| 12  | 8 de fevereiro de 2019      | ISBN 978-4-253-22765-0 | 11 de janeiro de 2021        | ISBN 978-65-5512-916-8 |
| 13  | 8 de abril de 2019          | ISBN 978-4-253-22766-7 | 1 de março de 2021           | -                      |
| 14  | 8 de julho de 2019          | ISBN 978-4-253-22767-4 | 14 de maio de 2021           | -                      |
| 15  | 10 de outubro de 2019       | ISBN 978-4-253-22903-6 | 2 de julho de 2021           | -                      |
| 16  | 6 de dezembro de 2019       | ISBN 978-4-253-22904-3 | 20 de agosto de 2021         | -                      |
| 17  | 8 de janeiro de 2020        | ISBN 978-4-253-22905-0 | 17 de setembro de 2021       | -                      |
| 18  | 8 de abril de 2020          | ISBN 978-4-253-22906-7 | 8 de outubro de 2021         | -                      |
| 19  | 8 de julho de 2020          | ISBN 978-4-253-22907-4 | 17 de novembro de 2021       | -                      |
| 20  | 6 de agosto de 2020         | ISBN 978-4-253-22908-1 | 3 de dezembro de 2021        | -                      |
| 21  | 8 de outubro de 2020        | ISBN 978-4-253-22909-8 | 7 de janeiro de 2022         | -                      |
| 22  | 8 de janeiro de 2021        | -                      | 7 de fevereiro de 2022       | -                      |

### Anime
A décima edição de 2019 da Weekly Shōnen Champion foi anunciado que o mangá será adaptado para a televisão, que será animado pelo estúdio Orange. Shinichi Matsumi está dirigindo a produção da série, com Nanami Higuchi cuidando da composição da série, Nao Ootsu desenhando personagens e Satoru Kōsaki compondo as músicas da série. A adaptação foi ao ar em outubro de 2019 e foi ao ar na Fuji TV. Atualmente Beastars compoe o catálogo da Netflix exclusivamente.